# AEGON Trophy 2014
El Aegon Trophy 2014 fue un torneo de tenis profesional jugado en canchas de césped. Se disputó la 6.ª edición del torneo que formó parte del circuito ATP Challenger Tour 2014. Se llevó a cabo en Nottingham, Inglaterra entre el 2 y el 8 de junio de 2014.

## Jugadores participantes del cuadro de individuales
| Favorito | País                        | Jugador           | Rank1 | Posición en el torneo |
| -------- | --------------------------- | ----------------- | ----- | --------------------- |
| 1        | Bandera de los Países Bajos | Igor Sijsling     | 55    | Semifinales           |
| 2        | Bandera de Estados Unidos   | Steve Johnson     | 64    | Cuartos de final      |
| 3        | Bandera de Australia        | Marinko Matosevic | 66    | FINAL                 |
| 4        | Bandera de Alemania         | Benjamin Becker   | 69    | Primera ronda         |
| 5        | Bandera de Francia          | Kenny de Schepper | 72    | Cuartos de final      |
| 6        | Bandera de Australia        | Matthew Ebden     | 174   | Baja                  |
| 7        | Bandera de Japón            | Go Soeda          | 103   | Primera ronda         |
| 8        | Bandera de Israel           | Dudi Sela         | 110   | Segunda ronda         |

| Posición en el torneo   |
| ----------------------- |
| Primera y segunda ronda |
| Cuartos de final        |
| Semifinales             |
| FINAL                   |
| CAMPEÓN                 |

- 1 Se ha tomado en cuenta el ranking del 26 de mayo de 2014.

### Otros participantes
Los siguientes jugadores recibieron una invitación (wild card), por lo tanto ingresan directamente al cuadro principal (WC):
- Daniel Cox
- Kyle Edmund
- Daniel Smethurst
- David Rice

Los siguientes jugadores ingresan al cuadro principal tras disputar el cuadro clasificatorio (Q):
- Benjamin Mitchell
- Michael Venus
- John-Patrick Smith
- Marcus Willis

## Jugadores participantes en el cuadro de dobles

### Cabezas de serie
| Favorito | País                      | Jugador         | País                      | Jugador      | Rank1 | Posición en el torneo |
| -------- | ------------------------- | --------------- | ------------------------- | ------------ | ----- | --------------------- |
| 1        | Bandera del Reino Unido   | Colin Fleming   | Bandera de Brasil         | Andre Sá     | 111   | FINAL                 |
| 2        | Bandera del Reino Unido   | Ken Skupski     | Bandera de Venezuela      | Neal Skupski | 133   | Cuartos de final      |
| 3        | Bandera de Estados Unidos | Nicholas Monroe | Bandera de la India       | Divij Sharan | 134   | Primera ronda         |
| 4        | Bandera de Australia      | Chris Guccione  | Bandera de Estados Unidos | Rajeev Ram   | 164   | CAMPEONES             |

- 1 Se ha tomado en cuenta el ranking del 26 de mayo de 2014.

## Campeones

### Individual Masculino
- derrotó en la final a

### Dobles Masculino
- /   derrotaron en la final a   /